# Paris-Roubaix Femmes 2023
La 3e édition du Paris-Roubaix Femmes a lieu le 8 avril 2023. Elle fait partie de l'UCI World Tour féminin 2023. Elle est remportée par la Canadienne Alison Jackson.

## Parcours
Si le circuit initial est modifié à partir du premier secteur pavé le parcours est identique à l'édition précédente. La course s'élance de Denain. Le parcours comprend 145,4 km de distance, dont 29,2 km de pavés répartis en 17 secteurs, soit 20,7 km de plus que lors de la dernière édition. La Trouée d'Arenberg n'est pas au programme.

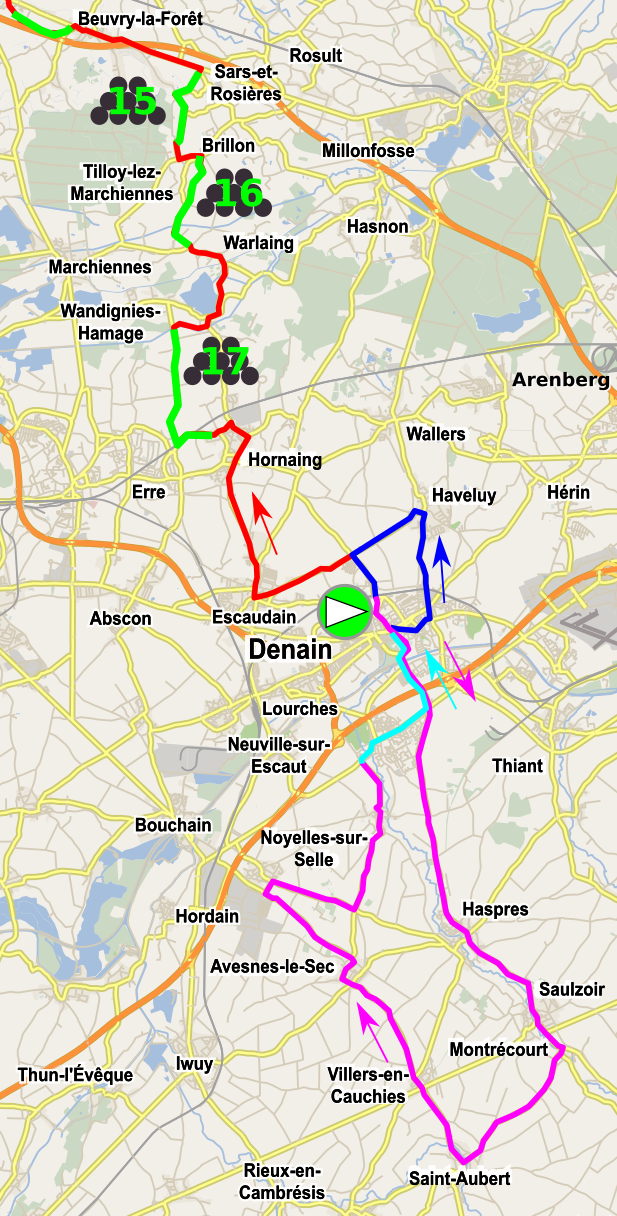
Première partie du parcours, secteurs pavés en vert.
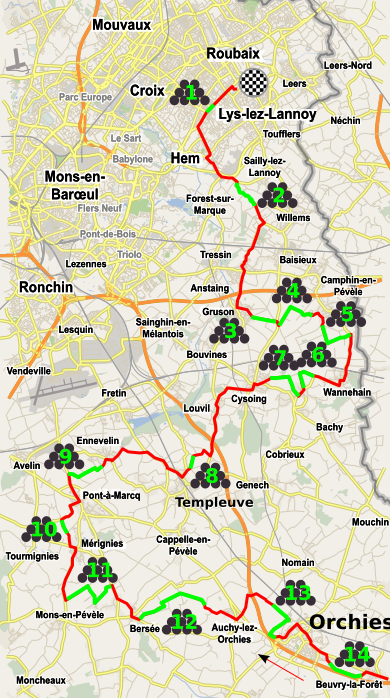
Parcours entre Orchies et Roubaix

| Secteur | Kilomètre | Localisation                              | Longueur  | Difficulté |
| ------- | --------- | ----------------------------------------- | --------- | ---------- |
| 17      | 63        | Hornaing > Wandignies-Hamage              | 3 700 m   | 04         |
| 16      | 70,4      | Warlaing > Brillon                        | 2 400 m   | 03         |
| 15      | 73,9      | Tilloy-lez-Marchiennes > Sars-et-Rosières | 2 400 m   | 04         |
| 14      | 80,3      | Beuvry-la-Forêt > Orchies                 | 1 400 m   | 03         |
| 13      | 85,3      | Orchies                                   | 1 700 m   | 03         |
| 12      | 91,4      | Auchy-lez-Orchies > Bersée                | 2 700 m   | 04         |
| 11      | 96,9      | Mons-en-Pévèle                            | 3 000 m   | 05         |
| 10      | 102,6     | Mérignies > Avelin                        | 700 m     | 02         |
| 9       | 106,3     | Pont-Thibaut > Ennevelin                  | 1 400 m   | 03         |
| 8       | 111,7     | Templeuve - l'Épinette                    | 200 m     | 01         |
| 8       | 112,2     | Templeuve - le Moulin-de-Vertain          | 500 m     | 02         |
| 7       | 118,6     | Cysoing > Bourghelles                     | 1 300 m   | 03         |
| 6       | 121,1     | Bourghelles > Wannehain                   | 1 100 m   | 03         |
| 5       | 125,6     | Camphin-en-Pévèle                         | 1 800 m   | 04         |
| 4       | 128,3     | Carrefour de l'Arbre                      | 2 100 m   | 05         |
| 3       | 130,6     | Gruson                                    | 1 100 m   | 02         |
| 2       | 137,3     | Willems > Hem                             | 1 400 m   | 03         |
| 1       | 144,0     | Roubaix                                   | 300 m     | 01         |
| Total   | Total     | Total                                     | 29,200 km | 29,200 km  |

## Équipes
| UCI Women's WorldTeams (15)- Trek-Segafredo - SD Worx - Canyon-SRAM Racing - FDJ-Suez - Team Jumbo-Visma - Team DSM - Movistar Team - Liv Racing TeqFind - UAE Team ADQ - EF Education-TIBCO-SVB - Uno-X Pro Cycling Team - Team Jayco AlUla - Human Powered Health - Israel-Premier Tech Roland - Fenix-Deceuninck Équipes féminines continentales (7)- Cofidis - Parkhotel Valkenburg - AG Insurance - Soudal Quick-Step Team - Zaaf Cycling Team - Lifeplus Wahoo - St Michel-Mavic-Auber93 - Stade rochelais Charente-Maritime Équipes féminines continentales (2)- Ceratizit-WNT Pro Cycling - Arkéa Pro Cycling Team |
| |

## Favorites
La vainqueur sortante, Elisa Longo Borghini, troisième du Tour des Flandres peut s'imposer de nouveau. Toutefois, c'est Lotte Kopecky après sa victoire sur ce monument qui fait figure de favorite et Lucinda Brand d'outsider.

## Déroulement de la course
Au kilomètre vingt, une échappée de dix-huit coureuses se forme. Elle est composée de : Alison Jackson, Katia Ragusa, Marthe Truyen, Femke Markus, Marion Borras, Lisa Klein, Alice Towers, Eugénie Duval, Daniek Hengeveld, Marta Lach, Laura Tomasi, Josie Talbot, Lisa van Helvoirt , Julia Borgström, Marie-Morgane Le Deunff, Susanne Andersen, Amber Pate et Jesse Vandenbulcke. La plupart des équipes étant représentée, l'écart croit rapidement jusqu'à cinq minutes. Sur le secteur seize, Hengeveld place une accélération. Derrière, à Auchy, Lorena Wiebes prépare une attaque pour Lotte Kopecky. Une chute a lieu derrière elles. Hengeveld est reprise par le groupe d'échappée à quarante-trois kilomètres du but. Sur le secteur du Pont-Thibault, une chute massive retarde le groupe de poursuite. À vingt-cinq kilomètres de la ligne, Katia Ragusa, Femke Markus et Alison Jackson passent à l'offensive, sans succès. Le groupe a alors près de deux minutes d'avance sur la poursuite. Dans le pavé du carrefour de l'Arbre, Andersen mène le groupe de tête. Seules Jackson, Duval, Truyen, Markus et Tomasi peuvent suivre. Tomasi chute néanmoins. Le groupe se reforme par la suite. Duval tente de partir, mais est rapidement reprise. L'échappée à vingt secondes d'avance sur le groupe de favorites, mais cela suffit jusqu'au vélodrome. Sur celui-ci, Femke Markus glisse sur la côte d'azur (bande bleue délimitant la partie basse d’une piste) et chute. Marion Borras lance le sprint, mais est remontée par Alison Jackson qui devance Katia Ragusa.

## Classements finals

### Classement général final
| \| Classement général \| Classement général \| Classement général \| Classement général \| Classement général \| \| Coureuse \| Coureuse \| Pays \| Équipe \| Temps \| \| ------------------ \| ----------------------- \| ------------------ \| ------------------------------ \| ------------------ \| \| 1re \| Alison Jackson \| Canada \| EF Education-TIBCO-SVB \| 3 h 42 min 56 s \| \| 2e \| Katia Ragusa \| Italie \| Liv Racing TeqFind \| + 0 s \| \| 3e \| Marthe Truyen \| Belgique \| Fenix-Deceuninck \| + 0 s \| \| 4e \| Eugénie Duval \| France \| FDJ-Suez \| + 0 s \| \| 5e \| Marion Borras \| France \| St Michel-Mavic-Auber 93 \| + 0 s \| \| 6e \| Marta Lach \| Pologne \| Ceratizit-WNT Pro Cycling \| + 3 s \| \| 7e \| Lotte Kopecky \| Belgique \| SD Worx \| + 12 s \| \| 8e \| Pfeiffer Georgi \| Royaume-Uni \| Team DSM \| + 12 s \| \| 9e \| Chiara Consonni \| Italie \| UAE Team ADQ \| + 12 s \| \| 10e \| Marianne Vos \| Pays-Bas \| Team Jumbo-Visma \| + 12 s \| \| 11e \| Julie Norman Leth \| Danemark \| Uno-X Pro Cycling Team \| + 12 s \| \| 12e \| Lucinda Brand \| Pays-Bas \| Trek-Segafredo \| + 12 s \| \| 13e \| Grace Brown \| Australie \| FDJ-Suez \| + 12 s \| \| 14e \| Margaux Vigié \| France \| Lifeplus Wahoo \| + 12 s \| \| 15e \| Christina Schweinberger \| Autriche \| Fenix-Deceuninck \| + 12 s \| \| 16e \| Elise Chabbey \| Suisse \| Canyon-SRAM Racing \| + 12 s \| \| 17e \| Romy Kasper \| Allemagne \| AG Insurance-Soudal Quick-Step \| + 12 s \| \| 18e \| Amber Pate \| Australie \| Team Jayco AlUla \| + 12 s \| \| 19e \| Femke Markus \| Pays-Bas \| SD Worx \| + 18 s \| \| 20e \| Jesse Vandenbulcke \| Belgique \| Human Powered Health \| + 21 s \| |                         |             |                                |                 |
| |                         |             |                                |                 |
| Source : ProCyclingStats |                         |             |                                |                 |
| Classement général |                         |             |                                |                 |
| Coureuse | Coureuse                | Pays        | Équipe                         | Temps           |
| 1re | Alison Jackson          | Canada      | EF Education-TIBCO-SVB         | 3 h 42 min 56 s |
| 2e | Katia Ragusa            | Italie      | Liv Racing TeqFind             | + 0 s           |
| 3e | Marthe Truyen           | Belgique    | Fenix-Deceuninck               | + 0 s           |
| 4e | Eugénie Duval           | France      | FDJ-Suez                       | + 0 s           |
| 5e | Marion Borras           | France      | St Michel-Mavic-Auber 93       | + 0 s           |
| 6e | Marta Lach              | Pologne     | Ceratizit-WNT Pro Cycling      | + 3 s           |
| 7e | Lotte Kopecky           | Belgique    | SD Worx                        | + 12 s          |
| 8e | Pfeiffer Georgi         | Royaume-Uni | Team DSM                       | + 12 s          |
| 9e | Chiara Consonni         | Italie      | UAE Team ADQ                   | + 12 s          |
| 10e | Marianne Vos            | Pays-Bas    | Team Jumbo-Visma               | + 12 s          |
| 11e | Julie Norman Leth       | Danemark    | Uno-X Pro Cycling Team         | + 12 s          |
| 12e | Lucinda Brand           | Pays-Bas    | Trek-Segafredo                 | + 12 s          |
| 13e | Grace Brown             | Australie   | FDJ-Suez                       | + 12 s          |
| 14e | Margaux Vigié           | France      | Lifeplus Wahoo                 | + 12 s          |
| 15e | Christina Schweinberger | Autriche    | Fenix-Deceuninck               | + 12 s          |
| 16e | Elise Chabbey           | Suisse      | Canyon-SRAM Racing             | + 12 s          |
| 17e | Romy Kasper             | Allemagne   | AG Insurance-Soudal Quick-Step | + 12 s          |
| 18e | Amber Pate              | Australie   | Team Jayco AlUla               | + 12 s          |
| 19e | Femke Markus            | Pays-Bas    | SD Worx                        | + 18 s          |
| 20e | Jesse Vandenbulcke      | Belgique    | Human Powered Health           | + 21 s          |

### UCI World Tour

#### Points attribués
| Position           | 1er | 2e  | 3e  | 4e  | 5e  | 6e  | 7e  | 8e  | 9e | 10e | 11e | 12e | 13e | 14e | 15e | 16e à 20e | 21e à 30e | 31e à 40e |
| Classement général | 400 | 320 | 260 | 220 | 180 | 140 | 120 | 100 | 80 | 68  | 56  | 48  | 40  | 32  | 28  | 24        | 16        | 8         |

| Classement par points | Classement par points | Classement par points | Classement par points | Classement par points |
| Coureuse              | Coureuse              | Pays                  | Équipe                | Points                |
| --------------------- | --------------------- | --------------------- | --------------------- | --------------------- |
| 1re                   | Lotte Kopecky         | Belgique              | SD Worx               | 1240 pts              |
| 2e                    | Lorena Wiebes         | Pays-Bas              | SD Worx               | 1164 pts              |
| 3e                    | Pfeiffer Georgi       | Royaume-Uni           | Team DSM              | 894 pts               |
| 4e                    | Elisa Balsamo         | Italie                | Trek-Segafredo        | 876 pts               |
| 5e                    | Elisa Longo Borghini  | Italie                | Trek-Segafredo        | 812 pts               |
| 6e                    | Amanda Spratt         | Australie             | Trek-Segafredo        | 754 pts               |
| 7e                    | Demi Vollering        | Pays-Bas              | SD Worx               | 744 pts               |
| 8e                    | Maike van der Duin    | Pays-Bas              | Canyon-SRAM Racing    | 688 pts               |
| 9e                    | Silvia Persico        | Italie                | UAE Team ADQ          | 650 pts               |
| 10e                   | Grace Brown           | Australie             | FDJ-Suez              | 618 pts               |

| Classement par points | Classement par points | Classement par points | Classement par points | Classement par points |
| Coureuse              | Coureuse              | Pays                  | Équipe                | Points                |
| --------------------- | --------------------- | --------------------- | --------------------- | --------------------- |
| 1re                   | Lotte Kopecky         | Belgique              | SD Worx               | 1240 pts              |
| 2e                    | Lorena Wiebes         | Pays-Bas              | SD Worx               | 1164 pts              |
| 3e                    | Pfeiffer Georgi       | Royaume-Uni           | Team DSM              | 894 pts               |
| 4e                    | Elisa Balsamo         | Italie                | Trek-Segafredo        | 876 pts               |
| 5e                    | Elisa Longo Borghini  | Italie                | Trek-Segafredo        | 812 pts               |
| 6e                    | Amanda Spratt         | Australie             | Trek-Segafredo        | 754 pts               |
| 7e                    | Demi Vollering        | Pays-Bas              | SD Worx               | 744 pts               |
| 8e                    | Maike van der Duin    | Pays-Bas              | Canyon-SRAM Racing    | 688 pts               |
| 9e                    | Silvia Persico        | Italie                | UAE Team ADQ          | 650 pts               |
| 10e                   | Grace Brown           | Australie             | FDJ-Suez              | 618 pts               |

| Classement du meilleur jeune | Classement du meilleur jeune | Classement du meilleur jeune | Classement du meilleur jeune | Classement du meilleur jeune |
| Coureuse                     | Coureuse                     | Pays                         | Équipe                       | Points                       |
| ---------------------------- | ---------------------------- | ---------------------------- | ---------------------------- | ---------------------------- |
| 1re                          | Maike van der Duin           | Pays-Bas                     | Canyon-SRAM Racing           | 22 pts                       |
| 2e                           | Shirin van Anrooij           | Pays-Bas                     | Trek-Segafredo               | 14 pts                       |
| 3e                           | Megan Jastrab                | États-Unis                   | Team DSM                     | 12 pts                       |

| Classement du meilleur jeune | Classement du meilleur jeune | Classement du meilleur jeune | Classement du meilleur jeune | Classement du meilleur jeune |
| Coureuse                     | Coureuse                     | Pays                         | Équipe                       | Points                       |
| ---------------------------- | ---------------------------- | ---------------------------- | ---------------------------- | ---------------------------- |
| 1re                          | Maike van der Duin           | Pays-Bas                     | Canyon-SRAM Racing           | 22 pts                       |
| 2e                           | Shirin van Anrooij           | Pays-Bas                     | Trek-Segafredo               | 14 pts                       |
| 3e                           | Megan Jastrab                | États-Unis                   | Team DSM                     | 12 pts                       |

| Classement par équipes aux points | Classement par équipes aux points | Classement par équipes aux points | Classement par équipes aux points |
| Équipe                            | Équipe                            | Pays                              | Points                            |
| --------------------------------- | --------------------------------- | --------------------------------- | --------------------------------- |
| 1re                               | SD Worx                           | Pays-Bas                          | 4259 pts                          |
| 2e                                | Trek-Segafredo                    | États-Unis                        | 3688 pts                          |
| 3e                                | FDJ-Suez                          | France                            | 2429 pts                          |
| 4e                                | Canyon-SRAM Racing                | Allemagne                         | 2310 pts                          |
| 5e                                | Team DSM                          | Pays-Bas                          | 2119 pts                          |
| 6e                                | UAE Team ADQ                      | Émirats arabes unis               | 1764 pts                          |
| 7e                                | EF Education-TIBCO-SVB            | États-Unis                        | 1296 pts                          |
| 8e                                | Fenix-Deceuninck                  | Belgique                          | 1230 pts                          |
| 9e                                | Uno-X Pro Cycling Team            | Norvège                           | 1215 pts                          |
| 10e                               | Movistar Team                     | Espagne                           | 1197 pts                          |

| Classement par équipes aux points | Classement par équipes aux points | Classement par équipes aux points | Classement par équipes aux points |
| Équipe                            | Équipe                            | Pays                              | Points                            |
| --------------------------------- | --------------------------------- | --------------------------------- | --------------------------------- |
| 1re                               | SD Worx                           | Pays-Bas                          | 4259 pts                          |
| 2e                                | Trek-Segafredo                    | États-Unis                        | 3688 pts                          |
| 3e                                | FDJ-Suez                          | France                            | 2429 pts                          |
| 4e                                | Canyon-SRAM Racing                | Allemagne                         | 2310 pts                          |
| 5e                                | Team DSM                          | Pays-Bas                          | 2119 pts                          |
| 6e                                | UAE Team ADQ                      | Émirats arabes unis               | 1764 pts                          |
| 7e                                | EF Education-TIBCO-SVB            | États-Unis                        | 1296 pts                          |
| 8e                                | Fenix-Deceuninck                  | Belgique                          | 1230 pts                          |
| 9e                                | Uno-X Pro Cycling Team            | Norvège                           | 1215 pts                          |
| 10e                               | Movistar Team                     | Espagne                           | 1197 pts                          |

## Liste des participantes
| Légende | Légende                                                                    | Légende | Légende                                                    |
| ------- | -------------------------------------------------------------------------- | ------- | ---------------------------------------------------------- |
| Num     | Dossard de départ porté par le coureur sur ce Paris-Roubaix                | Pos     | Position à l'arrivée de la course                          |
|         | Indique un maillot de champion national ou mondial, suivi de sa spécialité | NP      | Indique un coureur qui n'a pas pris le départ de la course |
| AB      | Indique un coureur qui n'a pas terminé la course                           | HD      | Indique un coureur qui a terminé la course hors des délais |

| Trek-Segafredo TFS | Trek-Segafredo TFS          | Trek-Segafredo TFS |
| ------------------ | --------------------------- | ------------------ |
| Num                | Coureuse                    | Pos                |
| 1                  | Elisa Longo Borghini (ITA)  | 21e                |
| 2                  | Elynor Bäckstedt (GBR)      | 76e                |
| 3                  | Elisa Balsamo (ITA) (route) | 58e                |
| 4                  | Lucinda Brand (NED)         | 12e                |
| 5                  | Lisa Klein (GER)            | 38e                |
| 6                  | Ilaria Sanguineti (ITA)     | 102e               |

| SD Worx SDW | SD Worx SDW                     | SD Worx SDW |
| ----------- | ------------------------------- | ----------- |
| Num         | Coureuse                        | Pos         |
| 11          | Lotte Kopecky (BEL)             | 7e          |
| 12          | Elena Cecchini (ITA)            | 55e         |
| 13          | Barbara Guarischi (ITA)         | 90e         |
| 14          | Christine Majerus (LUX) (route) | 57e         |
| 15          | Femke Markus (NED)              | 19e         |
| 16          | Lorena Wiebes (NED) (route)     | 49e         |

| Canyon-SRAM Racing CSR | Canyon-SRAM Racing CSR         | Canyon-SRAM Racing CSR |
| ---------------------- | ------------------------------ | ---------------------- |
| Num                    | Coureuse                       | Pos                    |
| 21                     | Elise Chabbey (SUI)            | 16e                    |
| 22                     | Shari Bossuyt (BEL)            | 61e                    |
| 23                     | Tiffany Cromwell (AUS)         | AB                     |
| 24                     | Agnieszka Skalniak-Sójka (POL) | 34e                    |
| 25                     | Alice Towers (GBR) (route)     | 23e                    |
| 26                     | Maike van der Duin (NED)       | 48e                    |

| FDJ-Suez FST | FDJ-Suez FST            | FDJ-Suez FST |
| ------------ | ----------------------- | ------------ |
| Num          | Coureuse                | Pos          |
| 31           | Grace Brown (AUS)       | 13e          |
| 32           | Clara Copponi (FRA)     | AB           |
| 33           | Eugénie Duval (FRA)     | 4e           |
| 34           | Maëlle Grossetête (FRA) | AB           |
| 35           | Marie Le Net (FRA)      | 41e          |
| 36           | Jade Wiel (FRA)         | AB           |

| Team Jumbo-Visma TJV | Team Jumbo-Visma TJV   | Team Jumbo-Visma TJV |
| -------------------- | ---------------------- | -------------------- |
| Num                  | Coureuse               | Pos                  |
| 41                   | Marianne Vos (NED)     | 10e                  |
| 42                   | Teuntje Beekhuis (NED) | 40e                  |
| 43                   | Coryn Labecki (USA)    | 79e                  |
| 44                   | Linda Riedmann (GER)   | AB                   |
| 45                   | Noemi Rüegg (SUI)      | 45e                  |
| 46                   | Nienke Veenhoven (NED) | HD                   |

| Team DSM DSM | Team DSM DSM           | Team DSM DSM |
| ------------ | ---------------------- | ------------ |
| Num          | Coureuse               | Pos          |
| 51           | Pfeiffer Georgi (GBR)  | 8e           |
| 52           | Daniek Hengeveld (NED) | 36e          |
| 53           | Megan Jastrab (USA)    | 88e          |
| 54           | Franziska Koch (GER)   | 33e          |
| 55           | Charlotte Kool (NED)   | 63e          |
| 56           | Maeve Plouffe (AUS)    | 101e         |

| Ceratizit-WNT Pro Cycling WNT | Ceratizit-WNT Pro Cycling WNT | Ceratizit-WNT Pro Cycling WNT |
| ----------------------------- | ----------------------------- | ----------------------------- |
| Num                           | Coureuse                      | Pos                           |
| 61                            | Sandra Alonso (ESP)           | AB                            |
| 62                            | Franziska Brauße (GER)        | AB                            |
| 63                            | Mylène de Zoete (NED)         | NP                            |
| 64                            | Arianna Fidanza (ITA)         | 43e                           |
| 65                            | Marta Lach (POL)              | 6e                            |
| 66                            | Kathrin Schweinberger (AUT)   | 72e                           |

| Movistar Team MOV | Movistar Team MOV            | Movistar Team MOV |
| ----------------- | ---------------------------- | ----------------- |
| Num               | Coureuse                     | Pos               |
| 71                | Floortje Mackaij (NED)       | 32e               |
| 72                | Aude Biannic (FRA)           | AB                |
| 73                | Sheyla Gutiérrez (ESP)       | AB                |
| 74                | Gloria Rodríguez (ESP)       | 104e              |
| 75                | Arlenis Sierra (CUB) (route) | 56e               |

| Liv Racing TeqFind LIV | Liv Racing TeqFind LIV         | Liv Racing TeqFind LIV |
| ---------------------- | ------------------------------ | ---------------------- |
| Num                    | Coureuse                       | Pos                    |
| 81                     | Valerie Demey (BEL)            | 100e                   |
| 82                     | Rachele Barbieri (ITA)         | 93e                    |
| 83                     | Marta Jaskulska (POL)          | 70e                    |
| 84                     | Jeanne Korevaar (NED)          | 92e                    |
| 85                     | Tereza Neumanová (CZE) (route) | HD                     |
| 86                     | Katia Ragusa (ITA)             | 2e                     |

| UAE Team ADQ UAD | UAE Team ADQ UAD            | UAE Team ADQ UAD |
| ---------------- | --------------------------- | ---------------- |
| Num              | Coureuse                    | Pos              |
| 91               | Marta Bastianelli (ITA)     | 24e              |
| 92               | Eugenia Bujak (SLO) (route) | 44e              |
| 93               | Chiara Consonni (ITA)       | 9e               |
| 94               | Elizabeth Holden (GBR)      | 30e              |
| 95               | Karolina Kumięga (POL)      | 59e              |
| 96               | Laura Tomasi (ITA)          | 26e              |

| Cofidis COF | Cofidis COF                   | Cofidis COF |
| ----------- | ----------------------------- | ----------- |
| Num         | Coureuse                      | Pos         |
| 101         | Victoire Berteau (FRA)        | 29e         |
| 102         | Alana Castrique (BEL)         | 85e         |
| 103         | Séverine Eraud (FRA)          | HD          |
| 104         | Valentine Fortin (FRA)        | 82e         |
| 105         | Gabrielle Pilote Fortin (CAN) | HD          |
| 106         | Josie Talbot (AUS)            | 51e         |

| Parkhotel Valkenburg PHV | Parkhotel Valkenburg PHV  | Parkhotel Valkenburg PHV |
| ------------------------ | ------------------------- | ------------------------ |
| Num                      | Coureuse                  | Pos                      |
| 111                      | Kirstie van Haaften (NED) | 64e                      |
| 112                      | Lieke Nooijen (NED)       | HD                       |
| 113                      | Scarlett Souren (NED)     | HD                       |
| 114                      | Lisa Van Helvoirt (NED)   | 87e                      |
| 115                      | Marith Vanhove (BEL)      | 80e                      |
| 116                      | Sofie van Rooijen (NED)   | HD                       |

| AG Insurance-Soudal Quick-Step AGS | AG Insurance-Soudal Quick-Step AGS | AG Insurance-Soudal Quick-Step AGS |
| ---------------------------------- | ---------------------------------- | ---------------------------------- |
| Num                                | Coureuse                           | Pos                                |
| 121                                | Romy Kasper (GER)                  | 17e                                |
| 122                                | Julia Borgström (SWE)              | 22e                                |
| 123                                | Marthe Goossens (BEL)              | 42e                                |
| 124                                | Britt Knaven (BEL)                 | AB                                 |
| 125                                | Lone Meertens (BEL)                | 86e                                |
| 126                                | Maud Rijnbeek (NED)                | NP                                 |

| EF Education-TIBCO-SVB TIB | EF Education-TIBCO-SVB TIB | EF Education-TIBCO-SVB TIB |
| -------------------------- | -------------------------- | -------------------------- |
| Num                        | Coureuse                   | Pos                        |
| 131                        | Zoe Bäckstedt (GBR)        | 46e                        |
| 132                        | Letizia Borghesi (ITA)     | 53e                        |
| 133                        | Clara Honsinger (USA)      | 77e                        |
| 134                        | Alison Jackson (CAN)       | 1re                        |
| 135                        | Sara Poidevin (CAN)        | HD                         |
| 136                        | Lauren Stephens (USA)      | AB                         |

| Arkéa Pro Cycling Team ARK | Arkéa Pro Cycling Team ARK    | Arkéa Pro Cycling Team ARK |
| -------------------------- | ----------------------------- | -------------------------- |
| Num                        | Coureuse                      | Pos                        |
| 141                        | Amandine Fouquenet (FRA)      | AB                         |
| 142                        | Maaike Coljé (NED)            | AB                         |
| 143                        | Maryanne Hinault (FRA)        | HD                         |
| 144                        | Marie-Morgane Le Deunff (FRA) | 52e                        |
| 145                        | Anaïs Morichon (FRA)          | 84e                        |
| 146                        | Maurène Trégouët (FRA)        | AB                         |

| Uno-X Pro Cycling Team UXT | Uno-X Pro Cycling Team UXT      | Uno-X Pro Cycling Team UXT |
| -------------------------- | ------------------------------- | -------------------------- |
| Num                        | Coureuse                        | Pos                        |
| 151                        | Amalie Dideriksen (DEN)         | 54e                        |
| 152                        | Anniina Ahtosalo (FIN) (route)  | 66e                        |
| 153                        | Susanne Andersen (NOR)          | 27e                        |
| 154                        | Maria Giulia Confalonieri (ITA) | 28e                        |
| 155                        | Julie Norman Leth (DEN)         | 11e                        |
| 156                        | Amalie Lutro (NOR)              | 81e                        |

| Zaaf Cycling Team ZAF | Zaaf Cycling Team ZAF             | Zaaf Cycling Team ZAF |
| --------------------- | --------------------------------- | --------------------- |
| Num                   | Coureuse                          | Pos                   |
| 161                   | Maggie Coles-Lyster (CAN) (route) | 68e                   |
| 162                   | Lucía García (ESP)                | HD                    |
| 163                   | Marta Romance (ESP)               | HD                    |
| 164                   | Debora Silvestri (ITA)            | 69e                   |
| 165                   | Emanuela Zanetti (ITA)            | HD                    |
| 166                   | Ebtissam Zayed                    | HD                    |

| Lifeplus Wahoo DRP | Lifeplus Wahoo DRP      | Lifeplus Wahoo DRP |
| ------------------ | ----------------------- | ------------------ |
| Num                | Coureuse                | Pos                |
| 171                | Typhaine Laurance (FRA) | HD                 |
| 172                | Maddie Leech (GBR)      | AB                 |
| 173                | Kate Richardson (GBR)   | HD                 |
| 174                | Kaja Rysz (POL)         | 97e                |
| 175                | April Tacey (GBR)       | 73e                |
| 176                | Margaux Vigié (FRA)     | 14e                |

| Team Jayco AlUla BEX | Team Jayco AlUla BEX      | Team Jayco AlUla BEX |
| -------------------- | ------------------------- | -------------------- |
| Num                  | Coureuse                  | Pos                  |
| 181                  | Amber Pate (AUS)          | 18e                  |
| 182                  | Jessica Allen (AUS)       | 91e                  |
| 183                  | Teniel Campbell (TTO)     | 78e                  |
| 184                  | Georgie Howe (AUS)        | 47e                  |
| 185                  | Nina Kessler (NED)        | 31e                  |
| 186                  | Letizia Paternoster (ITA) | 65e                  |

| Human Powered Health HPW | Human Powered Health HPW          | Human Powered Health HPW |
| ------------------------ | --------------------------------- | ------------------------ |
| Num                      | Coureuse                          | Pos                      |
| 191                      | Audrey Cordon-Ragot (FRA) (route) | 35e                      |
| 192                      | Mieke Kröger (GER)                | 75e                      |
| 193                      | Makayla MacPherson (USA)          | 89e                      |
| 194                      | Jesse Vandenbulcke (BEL)          | 20e                      |
| 195                      | Marjolein van 't Geloof (NED)     | 60e                      |
| 196                      | Lily Williams (USA)               | 67e                      |

| Israel-Premier Tech Roland CGS | Israel-Premier Tech Roland CGS | Israel-Premier Tech Roland CGS |
| ------------------------------ | ------------------------------ | ------------------------------ |
| Num                            | Coureuse                       | Pos                            |
| 201                            | Caroline Baur (SUI) (route)    | 71e                            |
| 202                            | Hannah Buch (GER)              | 94e                            |
| 203                            | Sofia Collinelli (ITA)         | 74e                            |
| 204                            | Mia Griffin (IRL)              | 83e                            |
| 205                            | Silvia Magri (ITA)             | AB                             |

| St Michel-Mavic-Auber 93 AUB | St Michel-Mavic-Auber 93 AUB | St Michel-Mavic-Auber 93 AUB |
| ---------------------------- | ---------------------------- | ---------------------------- |
| Num                          | Coureuse                     | Pos                          |
| 211                          | Roxane Fournier (FRA)        | HD                           |
| 212                          | Alison Avoine (FRA)          | 95e                          |
| 213                          | Simone Boilard (CAN)         | 39e                          |
| 214                          | Marion Borras (FRA)          | 5e                           |
| 215                          | Célia Le Mouël (FRA)         | HD                           |
| 216                          | Margot Pompanon (FRA)        | 50e                          |

| Fenix-Deceuninck ___ | Fenix-Deceuninck ___                  | Fenix-Deceuninck ___ |
| -------------------- | ------------------------------------- | -------------------- |
| Num                  | Coureuse                              | Pos                  |
| 221                  | Sanne Cant (BEL)                      | AB                   |
| 222                  | Millie Couzens (GBR)                  | 62e                  |
| 223                  | Evy Kuijpers (NED)                    | 37e                  |
| 224                  | Maria Martins (POR)                   | 25e                  |
| 225                  | Christina Schweinberger (AUT) (route) | 15e                  |
| 226                  | Marthe Truyen (BEL)                   | 3e                   |

| Stade Rochelais Charente-Maritime CMW | Stade Rochelais Charente-Maritime CMW    | Stade Rochelais Charente-Maritime CMW |
| ------------------------------------- | ---------------------------------------- | ------------------------------------- |
| Num                                   | Coureuse                                 | Pos                                   |
| 231                                   | Frances Janse van Rensburg (RSA) (route) | 96e                                   |
| 232                                   | Noémie Abgrall (FRA)                     | 103e                                  |
| 233                                   | Marine Allione (FRA)                     | HD                                    |
| 234                                   | Lucy Gadd (GBR)                          | 98e                                   |
| 235                                   | Chloé Schoenenberger (FRA)               | HD                                    |
| 236                                   | Maëva Squiban (FRA)                      | 99e                                   |

| Trek-Segafredo TFS | Trek-Segafredo TFS          | Trek-Segafredo TFS |
| ------------------ | --------------------------- | ------------------ |
| Num                | Coureuse                    | Pos                |
| 1                  | Elisa Longo Borghini (ITA)  | 21e                |
| 2                  | Elynor Bäckstedt (GBR)      | 76e                |
| 3                  | Elisa Balsamo (ITA) (route) | 58e                |
| 4                  | Lucinda Brand (NED)         | 12e                |
| 5                  | Lisa Klein (GER)            | 38e                |
| 6                  | Ilaria Sanguineti (ITA)     | 102e               |

| SD Worx SDW | SD Worx SDW                     | SD Worx SDW |
| ----------- | ------------------------------- | ----------- |
| Num         | Coureuse                        | Pos         |
| 11          | Lotte Kopecky (BEL)             | 7e          |
| 12          | Elena Cecchini (ITA)            | 55e         |
| 13          | Barbara Guarischi (ITA)         | 90e         |
| 14          | Christine Majerus (LUX) (route) | 57e         |
| 15          | Femke Markus (NED)              | 19e         |
| 16          | Lorena Wiebes (NED) (route)     | 49e         |

| Canyon-SRAM Racing CSR | Canyon-SRAM Racing CSR         | Canyon-SRAM Racing CSR |
| ---------------------- | ------------------------------ | ---------------------- |
| Num                    | Coureuse                       | Pos                    |
| 21                     | Elise Chabbey (SUI)            | 16e                    |
| 22                     | Shari Bossuyt (BEL)            | 61e                    |
| 23                     | Tiffany Cromwell (AUS)         | AB                     |
| 24                     | Agnieszka Skalniak-Sójka (POL) | 34e                    |
| 25                     | Alice Towers (GBR) (route)     | 23e                    |
| 26                     | Maike van der Duin (NED)       | 48e                    |

| FDJ-Suez FST | FDJ-Suez FST            | FDJ-Suez FST |
| ------------ | ----------------------- | ------------ |
| Num          | Coureuse                | Pos          |
| 31           | Grace Brown (AUS)       | 13e          |
| 32           | Clara Copponi (FRA)     | AB           |
| 33           | Eugénie Duval (FRA)     | 4e           |
| 34           | Maëlle Grossetête (FRA) | AB           |
| 35           | Marie Le Net (FRA)      | 41e          |
| 36           | Jade Wiel (FRA)         | AB           |

| Team Jumbo-Visma TJV | Team Jumbo-Visma TJV   | Team Jumbo-Visma TJV |
| -------------------- | ---------------------- | -------------------- |
| Num                  | Coureuse               | Pos                  |
| 41                   | Marianne Vos (NED)     | 10e                  |
| 42                   | Teuntje Beekhuis (NED) | 40e                  |
| 43                   | Coryn Labecki (USA)    | 79e                  |
| 44                   | Linda Riedmann (GER)   | AB                   |
| 45                   | Noemi Rüegg (SUI)      | 45e                  |
| 46                   | Nienke Veenhoven (NED) | HD                   |

| Team DSM DSM | Team DSM DSM           | Team DSM DSM |
| ------------ | ---------------------- | ------------ |
| Num          | Coureuse               | Pos          |
| 51           | Pfeiffer Georgi (GBR)  | 8e           |
| 52           | Daniek Hengeveld (NED) | 36e          |
| 53           | Megan Jastrab (USA)    | 88e          |
| 54           | Franziska Koch (GER)   | 33e          |
| 55           | Charlotte Kool (NED)   | 63e          |
| 56           | Maeve Plouffe (AUS)    | 101e         |

| Ceratizit-WNT Pro Cycling WNT | Ceratizit-WNT Pro Cycling WNT | Ceratizit-WNT Pro Cycling WNT |
| ----------------------------- | ----------------------------- | ----------------------------- |
| Num                           | Coureuse                      | Pos                           |
| 61                            | Sandra Alonso (ESP)           | AB                            |
| 62                            | Franziska Brauße (GER)        | AB                            |
| 63                            | Mylène de Zoete (NED)         | NP                            |
| 64                            | Arianna Fidanza (ITA)         | 43e                           |
| 65                            | Marta Lach (POL)              | 6e                            |
| 66                            | Kathrin Schweinberger (AUT)   | 72e                           |

| Movistar Team MOV | Movistar Team MOV            | Movistar Team MOV |
| ----------------- | ---------------------------- | ----------------- |
| Num               | Coureuse                     | Pos               |
| 71                | Floortje Mackaij (NED)       | 32e               |
| 72                | Aude Biannic (FRA)           | AB                |
| 73                | Sheyla Gutiérrez (ESP)       | AB                |
| 74                | Gloria Rodríguez (ESP)       | 104e              |
| 75                | Arlenis Sierra (CUB) (route) | 56e               |

| Liv Racing TeqFind LIV | Liv Racing TeqFind LIV         | Liv Racing TeqFind LIV |
| ---------------------- | ------------------------------ | ---------------------- |
| Num                    | Coureuse                       | Pos                    |
| 81                     | Valerie Demey (BEL)            | 100e                   |
| 82                     | Rachele Barbieri (ITA)         | 93e                    |
| 83                     | Marta Jaskulska (POL)          | 70e                    |
| 84                     | Jeanne Korevaar (NED)          | 92e                    |
| 85                     | Tereza Neumanová (CZE) (route) | HD                     |
| 86                     | Katia Ragusa (ITA)             | 2e                     |

| UAE Team ADQ UAD | UAE Team ADQ UAD            | UAE Team ADQ UAD |
| ---------------- | --------------------------- | ---------------- |
| Num              | Coureuse                    | Pos              |
| 91               | Marta Bastianelli (ITA)     | 24e              |
| 92               | Eugenia Bujak (SLO) (route) | 44e              |
| 93               | Chiara Consonni (ITA)       | 9e               |
| 94               | Elizabeth Holden (GBR)      | 30e              |
| 95               | Karolina Kumięga (POL)      | 59e              |
| 96               | Laura Tomasi (ITA)          | 26e              |

| Cofidis COF | Cofidis COF                   | Cofidis COF |
| ----------- | ----------------------------- | ----------- |
| Num         | Coureuse                      | Pos         |
| 101         | Victoire Berteau (FRA)        | 29e         |
| 102         | Alana Castrique (BEL)         | 85e         |
| 103         | Séverine Eraud (FRA)          | HD          |
| 104         | Valentine Fortin (FRA)        | 82e         |
| 105         | Gabrielle Pilote Fortin (CAN) | HD          |
| 106         | Josie Talbot (AUS)            | 51e         |

| Parkhotel Valkenburg PHV | Parkhotel Valkenburg PHV  | Parkhotel Valkenburg PHV |
| ------------------------ | ------------------------- | ------------------------ |
| Num                      | Coureuse                  | Pos                      |
| 111                      | Kirstie van Haaften (NED) | 64e                      |
| 112                      | Lieke Nooijen (NED)       | HD                       |
| 113                      | Scarlett Souren (NED)     | HD                       |
| 114                      | Lisa Van Helvoirt (NED)   | 87e                      |
| 115                      | Marith Vanhove (BEL)      | 80e                      |
| 116                      | Sofie van Rooijen (NED)   | HD                       |

| AG Insurance-Soudal Quick-Step AGS | AG Insurance-Soudal Quick-Step AGS | AG Insurance-Soudal Quick-Step AGS |
| ---------------------------------- | ---------------------------------- | ---------------------------------- |
| Num                                | Coureuse                           | Pos                                |
| 121                                | Romy Kasper (GER)                  | 17e                                |
| 122                                | Julia Borgström (SWE)              | 22e                                |
| 123                                | Marthe Goossens (BEL)              | 42e                                |
| 124                                | Britt Knaven (BEL)                 | AB                                 |
| 125                                | Lone Meertens (BEL)                | 86e                                |
| 126                                | Maud Rijnbeek (NED)                | NP                                 |

| EF Education-TIBCO-SVB TIB | EF Education-TIBCO-SVB TIB | EF Education-TIBCO-SVB TIB |
| -------------------------- | -------------------------- | -------------------------- |
| Num                        | Coureuse                   | Pos                        |
| 131                        | Zoe Bäckstedt (GBR)        | 46e                        |
| 132                        | Letizia Borghesi (ITA)     | 53e                        |
| 133                        | Clara Honsinger (USA)      | 77e                        |
| 134                        | Alison Jackson (CAN)       | 1re                        |
| 135                        | Sara Poidevin (CAN)        | HD                         |
| 136                        | Lauren Stephens (USA)      | AB                         |

| Arkéa Pro Cycling Team ARK | Arkéa Pro Cycling Team ARK    | Arkéa Pro Cycling Team ARK |
| -------------------------- | ----------------------------- | -------------------------- |
| Num                        | Coureuse                      | Pos                        |
| 141                        | Amandine Fouquenet (FRA)      | AB                         |
| 142                        | Maaike Coljé (NED)            | AB                         |
| 143                        | Maryanne Hinault (FRA)        | HD                         |
| 144                        | Marie-Morgane Le Deunff (FRA) | 52e                        |
| 145                        | Anaïs Morichon (FRA)          | 84e                        |
| 146                        | Maurène Trégouët (FRA)        | AB                         |

| Uno-X Pro Cycling Team UXT | Uno-X Pro Cycling Team UXT      | Uno-X Pro Cycling Team UXT |
| -------------------------- | ------------------------------- | -------------------------- |
| Num                        | Coureuse                        | Pos                        |
| 151                        | Amalie Dideriksen (DEN)         | 54e                        |
| 152                        | Anniina Ahtosalo (FIN) (route)  | 66e                        |
| 153                        | Susanne Andersen (NOR)          | 27e                        |
| 154                        | Maria Giulia Confalonieri (ITA) | 28e                        |
| 155                        | Julie Norman Leth (DEN)         | 11e                        |
| 156                        | Amalie Lutro (NOR)              | 81e                        |

| Zaaf Cycling Team ZAF | Zaaf Cycling Team ZAF             | Zaaf Cycling Team ZAF |
| --------------------- | --------------------------------- | --------------------- |
| Num                   | Coureuse                          | Pos                   |
| 161                   | Maggie Coles-Lyster (CAN) (route) | 68e                   |
| 162                   | Lucía García (ESP)                | HD                    |
| 163                   | Marta Romance (ESP)               | HD                    |
| 164                   | Debora Silvestri (ITA)            | 69e                   |
| 165                   | Emanuela Zanetti (ITA)            | HD                    |
| 166                   | Ebtissam Zayed                    | HD                    |

| Lifeplus Wahoo DRP | Lifeplus Wahoo DRP      | Lifeplus Wahoo DRP |
| ------------------ | ----------------------- | ------------------ |
| Num                | Coureuse                | Pos                |
| 171                | Typhaine Laurance (FRA) | HD                 |
| 172                | Maddie Leech (GBR)      | AB                 |
| 173                | Kate Richardson (GBR)   | HD                 |
| 174                | Kaja Rysz (POL)         | 97e                |
| 175                | April Tacey (GBR)       | 73e                |
| 176                | Margaux Vigié (FRA)     | 14e                |

| Team Jayco AlUla BEX | Team Jayco AlUla BEX      | Team Jayco AlUla BEX |
| -------------------- | ------------------------- | -------------------- |
| Num                  | Coureuse                  | Pos                  |
| 181                  | Amber Pate (AUS)          | 18e                  |
| 182                  | Jessica Allen (AUS)       | 91e                  |
| 183                  | Teniel Campbell (TTO)     | 78e                  |
| 184                  | Georgie Howe (AUS)        | 47e                  |
| 185                  | Nina Kessler (NED)        | 31e                  |
| 186                  | Letizia Paternoster (ITA) | 65e                  |

| Human Powered Health HPW | Human Powered Health HPW          | Human Powered Health HPW |
| ------------------------ | --------------------------------- | ------------------------ |
| Num                      | Coureuse                          | Pos                      |
| 191                      | Audrey Cordon-Ragot (FRA) (route) | 35e                      |
| 192                      | Mieke Kröger (GER)                | 75e                      |
| 193                      | Makayla MacPherson (USA)          | 89e                      |
| 194                      | Jesse Vandenbulcke (BEL)          | 20e                      |
| 195                      | Marjolein van 't Geloof (NED)     | 60e                      |
| 196                      | Lily Williams (USA)               | 67e                      |

| Israel-Premier Tech Roland CGS | Israel-Premier Tech Roland CGS | Israel-Premier Tech Roland CGS |
| ------------------------------ | ------------------------------ | ------------------------------ |
| Num                            | Coureuse                       | Pos                            |
| 201                            | Caroline Baur (SUI) (route)    | 71e                            |
| 202                            | Hannah Buch (GER)              | 94e                            |
| 203                            | Sofia Collinelli (ITA)         | 74e                            |
| 204                            | Mia Griffin (IRL)              | 83e                            |
| 205                            | Silvia Magri (ITA)             | AB                             |

| St Michel-Mavic-Auber 93 AUB | St Michel-Mavic-Auber 93 AUB | St Michel-Mavic-Auber 93 AUB |
| ---------------------------- | ---------------------------- | ---------------------------- |
| Num                          | Coureuse                     | Pos                          |
| 211                          | Roxane Fournier (FRA)        | HD                           |
| 212                          | Alison Avoine (FRA)          | 95e                          |
| 213                          | Simone Boilard (CAN)         | 39e                          |
| 214                          | Marion Borras (FRA)          | 5e                           |
| 215                          | Célia Le Mouël (FRA)         | HD                           |
| 216                          | Margot Pompanon (FRA)        | 50e                          |

| Fenix-Deceuninck ___ | Fenix-Deceuninck ___                  | Fenix-Deceuninck ___ |
| -------------------- | ------------------------------------- | -------------------- |
| Num                  | Coureuse                              | Pos                  |
| 221                  | Sanne Cant (BEL)                      | AB                   |
| 222                  | Millie Couzens (GBR)                  | 62e                  |
| 223                  | Evy Kuijpers (NED)                    | 37e                  |
| 224                  | Maria Martins (POR)                   | 25e                  |
| 225                  | Christina Schweinberger (AUT) (route) | 15e                  |
| 226                  | Marthe Truyen (BEL)                   | 3e                   |

| Stade Rochelais Charente-Maritime CMW | Stade Rochelais Charente-Maritime CMW    | Stade Rochelais Charente-Maritime CMW |
| ------------------------------------- | ---------------------------------------- | ------------------------------------- |
| Num                                   | Coureuse                                 | Pos                                   |
| 231                                   | Frances Janse van Rensburg (RSA) (route) | 96e                                   |
| 232                                   | Noémie Abgrall (FRA)                     | 103e                                  |
| 233                                   | Marine Allione (FRA)                     | HD                                    |
| 234                                   | Lucy Gadd (GBR)                          | 98e                                   |
| 235                                   | Chloé Schoenenberger (FRA)               | HD                                    |
| 236                                   | Maëva Squiban (FRA)                      | 99e                                   |